# Pfarrkirche Landeck-Perjen

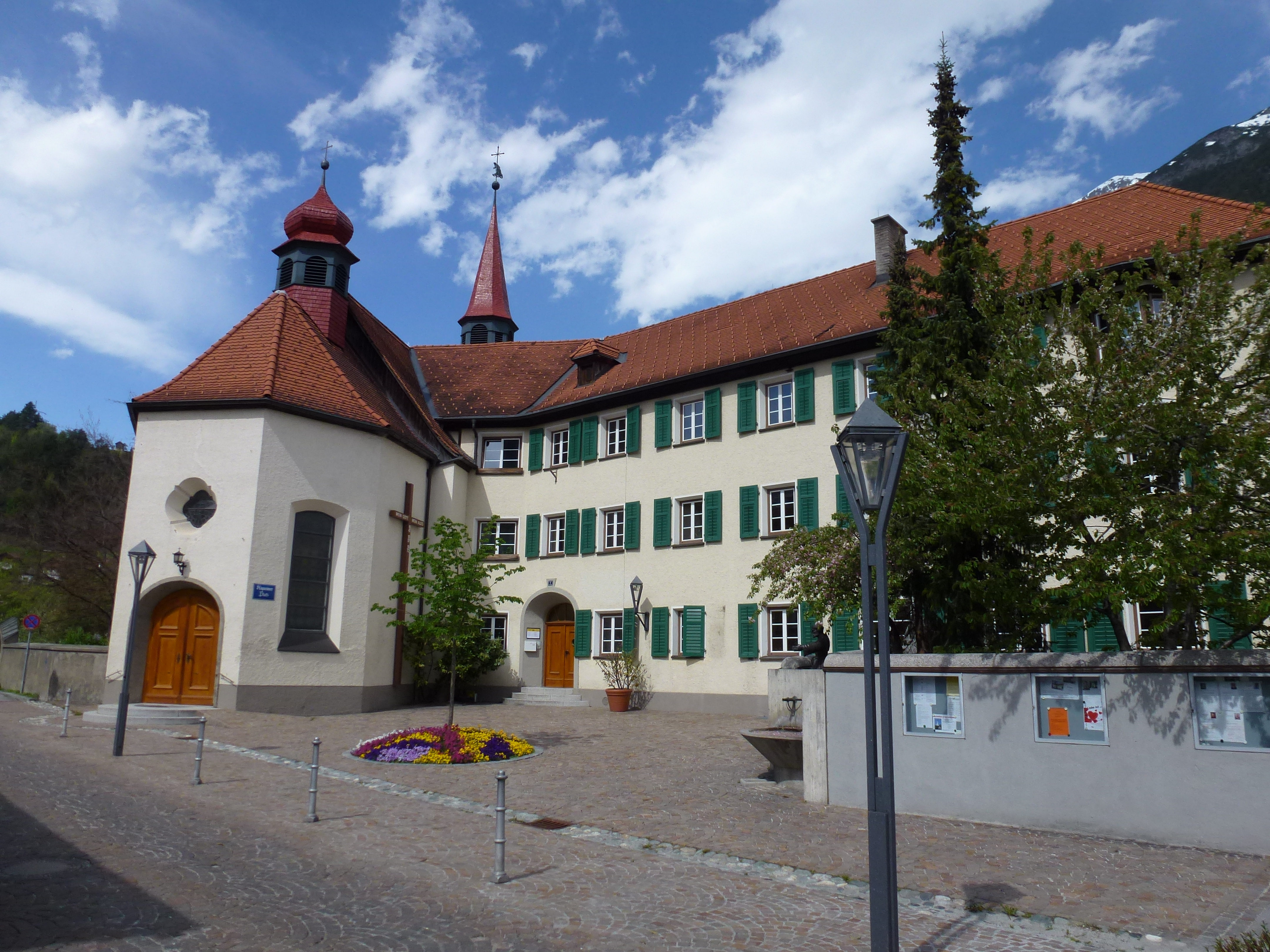
Kath. Pfarrkirche Landeck-Perjen und ehemaliges Kapuzinerkloster Landeck-Perjen

Die römisch-katholische Pfarrkirche Landeck-Perjen steht im Ort Perjen in der Stadtgemeinde Landeck im Bezirk Landeck in Tirol. Die Pfarrkirche Unsere Liebe Frau Mariahilf gehört zum Dekanat Zams in der Diözese Innsbruck. Die ehemalige Kapuzinerkirche steht unter Denkmalschutz.

## Geschichte
Eine Kapelle aus dem 17. Jahrhundert wurde 1725 erweitert und 1752 geweiht. 1921 übernahmen die Kapuziner die Kapelle und errichteten nach den Plänen des Architekten Anton Jäger mit einem Umbau und Zubau eine Klosterkirche und ein Kapuzinerkloster.

## Architektur
Das schlichte Kirchengebäude ist nach Südosten ausgerichtet und baulich mit einem Klostertrakt verbunden. Das Langhaus ist querschiffartig erweitert und trägt einen Dachreiter mit einem Spitzhelm. Die Apsis trägt einen Glockenstuhl mit einer Zwiebelhaube.
Die Vorhalle bildet der umgebaute Chor der ehemaligen Kapelle. Das dreijochige barocke Langhaus hat ein Stichkappentonnengewölbe über Pilastern. Nach einem breiteren kreuzgratgewölbten Joch folgt ein korbbogiger Triumphbogen und eine Rundapsis mit einer Konche und spitzbogigen Stichkappen.

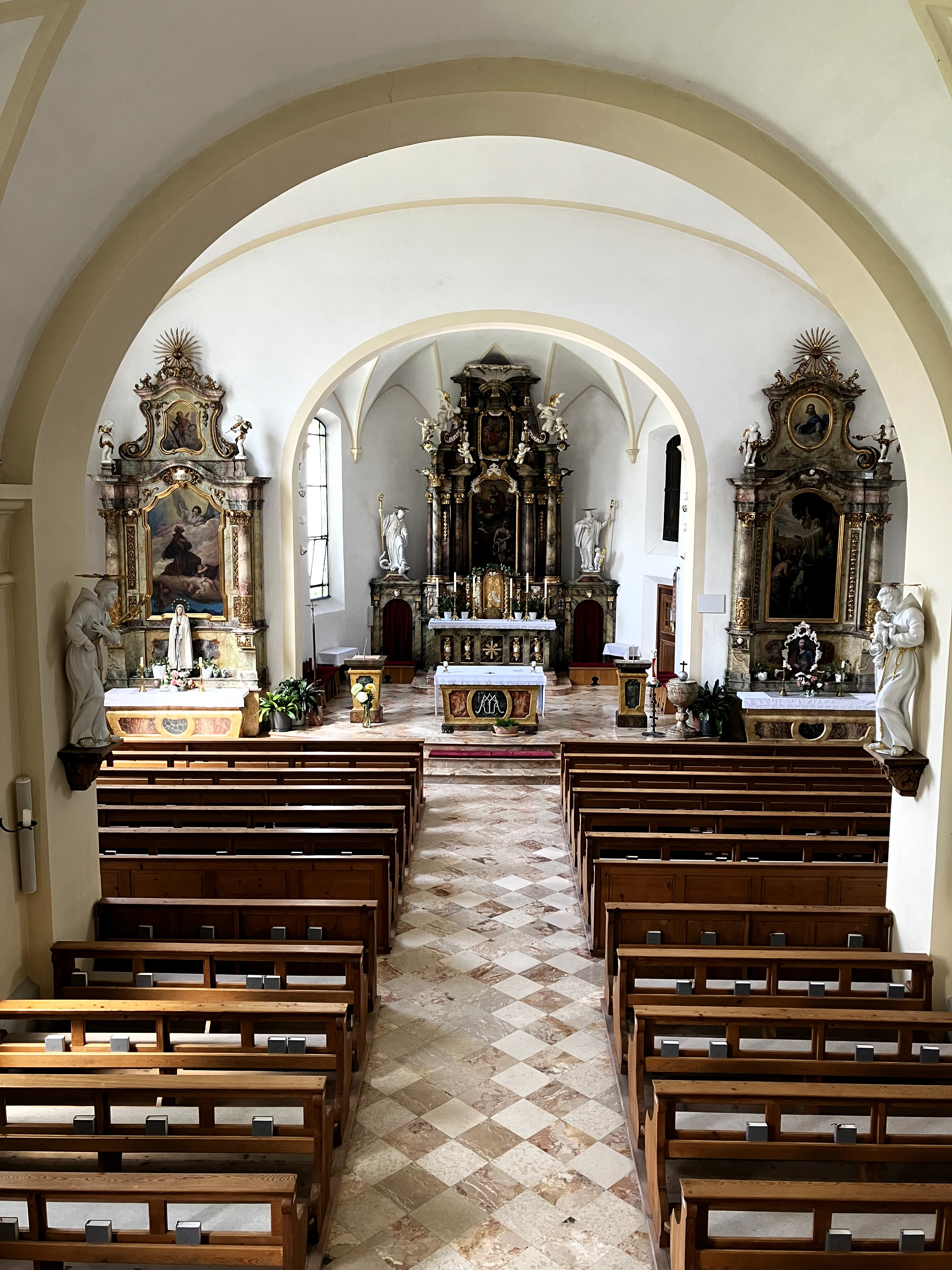
Blick von der Orgelempore in die Kirche und zum Altar

## Ausstattung
Der barocke Hochaltar zeigt das Altarbild Mariahilf mit Isidor und Notburga und das Oberbild Dreifaltigkeit aus der Mitte des 18. Jahrhunderts und trägt die Statuen Magnus und Gallus aus der Werkstatt Andreas Kölle (um 1755). Dieser Werkstatt zugehörig sind auch die Konsolstatuen Franziskus, Antonius, Joachim und Josef des Langhauses. Die neobarocken Seitenaltäre zeigen Altarblätter von Hans Bertle (1928). Die Statue Johannes Nepomuk ist aus der Mitte des 18. Jahrhunderts. Es gibt Leinwandbilder Christus am Ölberg, Beweinung, Abschied Christi mit den zwölf Aposteln und den drei Frauen. Die Stationsbilder sind aus dem 18. Jahrhundert.
Die Orgel mit 13 Registern erbaute die Firma Pirchner im Jahr 1956.